# Grues
Pour les articles homonymes, voir Grue.
Grues est une commune du Centre-Ouest de la France, située dans le département de la Vendée en région Pays de la Loire.

## Géographie
Le village de Grues est situé au cœur du Marais poitevin, dans le marais dit « desséché » autour de plusieurs communes vendéennes.
Le territoire municipal de Grues s'étend sur 4 770 hectares. L'altitude moyenne de la commune est de 2 mètres, avec des niveaux fluctuant entre 1 et 15 mètres,.
| Saint-Benoist-sur-Mer |                  | Saint-Denis-du-Payré   |
| Angles                | Grues            | Saint-Michel-en-l'Herm |
| La Tranche-sur-Mer    | La Faute-sur-Mer | L'Aiguillon-sur-Mer    |

### Climat
Pour des articles plus généraux, voir Climat des Pays de la Loire et Climat de la Vendée.
En 2010, le climat de la commune est de type climat océanique franc, selon une étude du CNRS s'appuyant sur une série de données couvrant la période 1971-2000. En 2020, Météo-France publie une typologie des climats de la France métropolitaine dans laquelle la commune est exposée à un climat océanique et est dans la région climatique  Bretagne orientale et méridionale, Pays nantais, Vendée, caractérisée par une faible pluviométrie en été et une bonne insolation. 
Pour la période 1971-2000, la température annuelle moyenne est de 12,4 °C, avec une amplitude thermique annuelle de 13,5 °C. Le cumul annuel moyen de précipitations est de 778 mm, avec 11,5 jours de précipitations en janvier et 6 jours en juillet. Pour la période 1991-2020, la température moyenne annuelle observée sur la station météorologique de Météo-France la plus proche, sur la commune d'Angles à 8 km à vol d'oiseau, est de 13,2 °C et le cumul annuel moyen de précipitations est de 869,3 mm,. Pour l'avenir, les paramètres climatiques de la commune estimés pour 2050 selon différents scénarios d'émission de gaz à effet de serre sont consultables sur un site dédié publié par Météo-France en novembre 2022.

## Urbanisme

### Typologie
Au 1er janvier 2024, Grues est catégorisée bourg rural, selon la nouvelle grille communale de densité à sept niveaux définie par l'Insee en 2022.
Elle est située hors unité urbaine et hors attraction des villes,.
La commune, bordée par l'océan Atlantique, est également une commune littorale au sens de la loi du 3 janvier 1986, dite loi littoral. Des dispositions spécifiques d’urbanisme s’y appliquent dès lors afin de préserver les espaces naturels, les sites, les paysages et l’équilibre écologique du littoral, tel le principe d'inconstructibilité, en dehors des espaces urbanisés, sur la bande littorale des 100 mètres, ou plus si le plan local d’urbanisme le prévoit.

### Occupation des sols
L'occupation des sols de la commune, telle qu'elle ressort de la base de données européenne d’occupation biophysique des sols Corine Land Cover (CLC), est marquée par l'importance des territoires agricoles (96,7 % en 2018), une proportion sensiblement équivalente à celle de 1990 (97 %). La répartition détaillée en 2018 est la suivante : 
terres arables (74,9 %), prairies (20,2 %), zones urbanisées (2,8 %), zones agricoles hétérogènes (1 %), cultures permanentes (0,6 %), zones humides côtières (0,3 %), eaux continentales (0,2 %). L'évolution de l’occupation des sols de la commune et de ses infrastructures peut être observée sur les différentes représentations cartographiques du territoire : la carte de Cassini (XVIIIe siècle), la carte d'état-major (1820-1866) et les cartes ou photos aériennes de l'IGN pour la période actuelle (1950 à aujourd'hui).

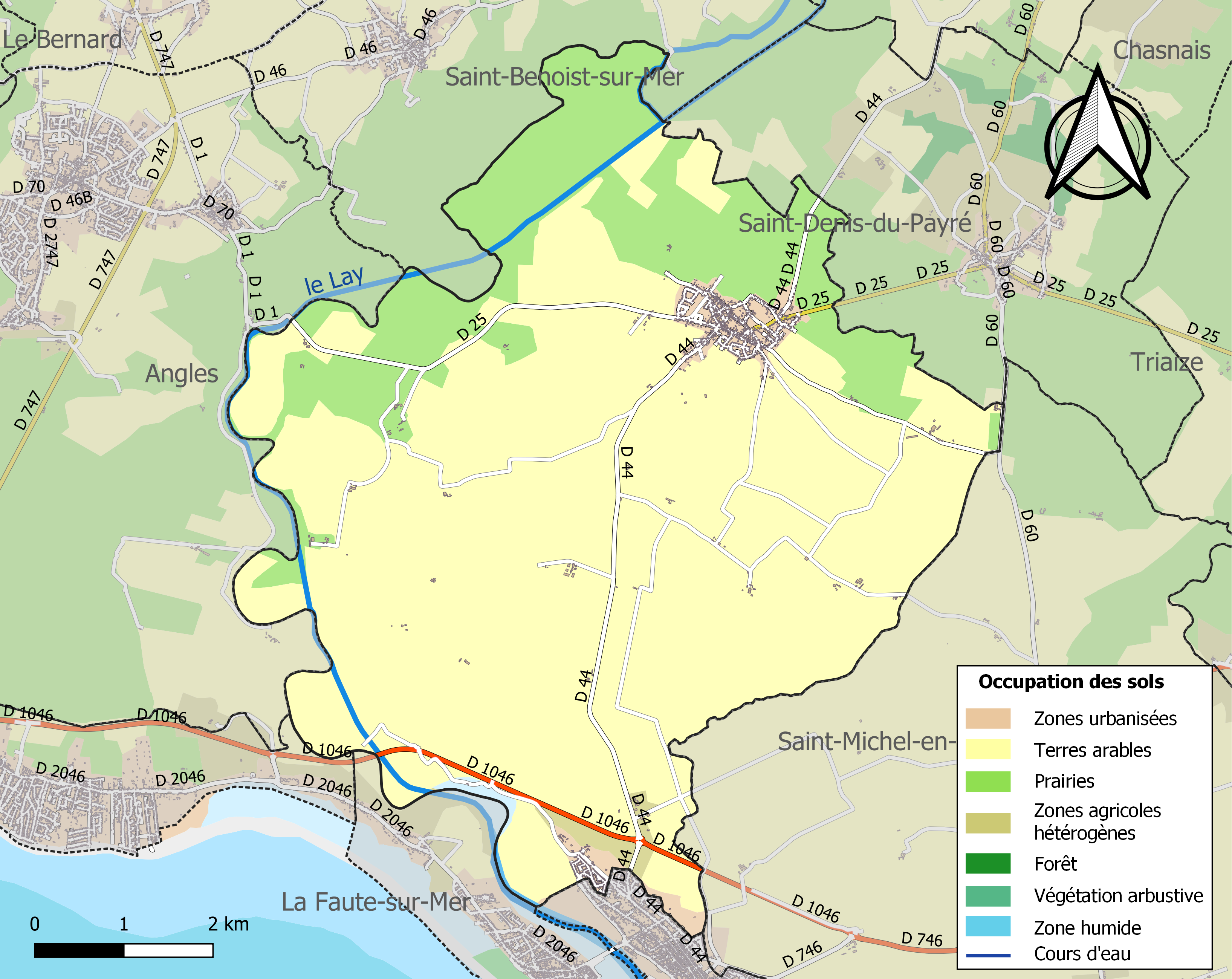
Carte des infrastructures et de l'occupation des sols de la commune en 2018 (CLC).

## Histoire
L'érudit poitevin Benjamin Fillon, auteur notamment de L'Art de la terre chez les Poitevins, suivi d'une étude sur l’ancienneté de la fabrication du verre en Poitou (1864), est né à Grues.
L'îlot calcaire (le païe) est occupé depuis longtemps ; deux prieurés furent créés au haut Moyen Âge : Saint-Nicolas (site de l'actuelle église reconstruite au XIXe siècle) et Saint-Hilaire.
Saint-Hilaire, dont la chapelle a disparu, était située près de l'actuelle route de Saint-Michel-en-l'Herm, au pied des vignes. Avant le prieuré, une villa de l'époque gallo-romaine s'y dressait, et c'est là que Leudaste serait né vers le VIe siècle.

## Politique et administration

### Liste des maires
| Période                                  | Période     | Identité         | Étiquette | Qualité                             |
| ---------------------------------------- | ----------- | ---------------- | --------- | ----------------------------------- |
| Les données manquantes sont à compléter. |             |                  |           |                                     |
| avant 1950                               | mars 1959   | Clément Buton    |           |                                     |
| mars 1959                                | mars 1977   | Julien Robergeau |           | Retraité du génie rural             |
| mars 1977                                | juin 1995   | Henri Petiteau   |           | Agriculteur                         |
| juin 1995                                | mars 2008   | Jean Micheletti  |           | Cadre retraité                      |
| mars 2008                                | 18 mai 2020 | James Cardineau  |           | Agriculteur propriétaire exploitant |
| 18 mai 2020                              | En cours    | Gilles Wattiau   |           | Infirmier                           |

## Population et société

### Démographie

#### Évolution démographique
L'évolution du nombre d'habitants est connue à travers les recensements de la population effectués dans la commune depuis 1793. Pour les communes de moins de 10 000 habitants, une enquête de recensement portant sur toute la population est réalisée tous les cinq ans, les populations de référence des années intermédiaires étant quant à elles estimées par interpolation ou extrapolation. Pour la commune, le premier recensement exhaustif entrant dans le cadre du nouveau dispositif a été réalisé en 2004.

En 2022, la commune comptait 910 habitants, en évolution de +9,38 % par rapport à 2016 (Vendée : +5,33 %, France hors Mayotte : +2,11 %).
| 1793 | 1800 | 1806 | 1821 | 1831 | 1836 | 1841 | 1846  | 1851  |
| ---- | ---- | ---- | ---- | ---- | ---- | ---- | ----- | ----- |
| 554  | 573  | 645  | 697  | 857  | 836  | 951  | 1 073 | 1 144 |

| 1856  | 1861  | 1866  | 1872  | 1876  | 1881  | 1886  | 1891  | 1896  |
| ----- | ----- | ----- | ----- | ----- | ----- | ----- | ----- | ----- |
| 1 180 | 1 200 | 1 232 | 1 214 | 1 252 | 1 250 | 1 208 | 1 222 | 1 228 |

| 1901  | 1906  | 1911  | 1921  | 1926  | 1931  | 1936  | 1946  | 1954 |
| ----- | ----- | ----- | ----- | ----- | ----- | ----- | ----- | ---- |
| 1 260 | 1 242 | 1 175 | 1 052 | 1 062 | 1 007 | 1 009 | 1 012 | 936  |

| 1962 | 1968 | 1975 | 1982 | 1990 | 1999 | 2004 | 2006 | 2009 |
| ---- | ---- | ---- | ---- | ---- | ---- | ---- | ---- | ---- |
| 912  | 867  | 739  | 709  | 718  | 758  | 754  | 743  | 802  |

| 2014 | 2019 | 2022 | - | - | - | - | - | - |
| ---- | ---- | ---- | - | - | - | - | - | - |
| 841  | 895  | 910  | - | - | - | - | - | - |

#### Pyramide des âges
La population de la commune est relativement âgée.
En 2018, le taux de personnes d'un âge inférieur à 30 ans s'élève à 18,8 %, soit en dessous de la moyenne départementale (31,6 %). À l'inverse, le taux de personnes d'âge supérieur à 60 ans est de 48,2 % la même année, alors qu'il est de 31,0 % au niveau départemental.
En 2018, la commune comptait 443 hommes pour 430 femmes, soit un taux de 50,74 % d'hommes, légèrement supérieur au taux départemental (48,84 %).
Les pyramides des âges de la commune et du département s'établissent comme suit.
| Hommes | Classe d’âge | Femmes |
| ------ | ------------ | ------ |
| 1,1    | 90 ou +      | 1,4    |
| 13,4   | 75-89 ans    | 15,6   |
| 31,7   | 60-74 ans    | 33,1   |
| 19,8   | 45-59 ans    | 21,3   |
| 12,8   | 30-44 ans    | 12,2   |
| 9,9    | 15-29 ans    | 6,6    |
| 11,2   | 0-14 ans     | 9,8    |

| Hommes | Classe d’âge | Femmes |
| ------ | ------------ | ------ |
| 0,8    | 90 ou +      | 2,2    |
| 8,7    | 75-89 ans    | 11,1   |
| 20,3   | 60-74 ans    | 21,3   |
| 20     | 45-59 ans    | 19,4   |
| 17,5   | 30-44 ans    | 16,8   |
| 15     | 15-29 ans    | 13,2   |
| 17,7   | 0-14 ans     | 16,1   |

## Lieux et monuments
- Église Saint-Nicolas.